# Jack of Sound
Jack of Sound is de artiestennaam van Chris Oberman (Rotterdam, 30 november 1985), een Nederlandse hardstyle-dj en -producer. Zijn artiestennaam komt van zijn achternaam "Oberman". Oberman is ooit eens gebruikt voor de naam van de boer in een kaartspel in Duitsland. In plaats van bijvoorbeeld "Jack of Hearts" (hartenboer) maakte hij er "Jack of Sound" van.
In 2008 won hij de B2S Rookie Nights waardoor hij een plek op het festival Decibel Outdoor 2008 won. Een jaar later won hij de AVIO Records remix contest met zijn remix van de track "Intractable One - Dikke Bleek". Zijn remix werd later op dat label uitgebracht. Datzelfde jaar won hij de Showtek "Black" remix contest waardoor zijn remix op het label Dutch Master Works werd uitgebracht. Naast zijn tracks en remixen is hij vooral bekend geworden vanwege zijn mash-ups, zoals de "Cocaine Fothermucker", dat door Tatanka op Qlimax 2008 werd gedraaid.
In 2010 tekende hij bij het Nederlandse hardstylelabel Fusion Records waar hij een groot deel van zijn muziek uitgebracht heeft. Hiernaast heeft hij ook releases gehad op Scantraxx Recordz' sub label A2 Records en op Roughstate, het label van Adaro, B-Front, Frequencerz en Ran-D. In 2016 stapte hij over naar Most Wanted.
In januari 2019 nam zijn muzikale carrière een andere wending toen hij naar China verhuisde. Vervolgens vestigde hij zich achtereenvolgens in Iraaks Koerdistan en Zuid-Korea met zijn familie. Sinds zijn vertrek uit Nederland woont hij permanent in het buitenland en is zijn activiteit als Jack of Sound aanzienlijk verminderd. Vanaf 2022 richt hij zich op zijn reisblog onder de naam Moving Jack, waarin zijn ervaringen in het buitenland te volgen zijn. 

## Discografie
| Release                                                                      | Alias                                         | Label              | Jaar |
| ---------------------------------------------------------------------------- | --------------------------------------------- | ------------------ | ---- |
| Duro meets Wild Motherfuckers - Cocaine Fothermucker (Jack of Sound Mash-Up) | Jack of Sound                                 | Q-Dance            | 2008 |
| Intractable One - Dikke Bleek (Jack of Sound WC Remix)                       | Jack of Sound                                 | AVIO Records       | 2010 |
| Showtek - Black (Jack of Sound Remix)                                        | Jack of Sound                                 | Dutch Master Works | 2010 |
| A Ghost Story                                                                | Jack of Sound                                 | Fusion Records     | 2011 |
| You're Next                                                                  | Jack of Sound                                 | Fusion Records     | 2011 |
| Frequency (Jack of Sound Remix)                                              | Zany                                          | Fusion Records     | 2011 |
| Midnight Freaks (feat. Jack of Sound)                                        | Titan                                         | Fusion Records     | 2011 |
| Kaylee's Nightmare                                                           | Jack of Sound                                 | Fusion Records     | 2011 |
| This Kinda Music                                                             | Jack of Sound                                 | Fusion Records     | 2011 |
| Eternal Night                                                                | Jack of Sound                                 | Fusion Records     | 2012 |
| Another Day In My Life (Jack Of Sound Remix)                                 | The Pitcher                                   | Fusion Records     | 2012 |
| S.T.F.U. / G.T.F.O.                                                          | Jack of Sound & Frequencerz                   | Fusion Records     | 2013 |
| Zombies                                                                      | Jack of Sound                                 | Fusion Records     | 2013 |
| Machine                                                                      | Jack of Sound                                 | Fusion Records     | 2013 |
| Daar Komt De Politie Aan                                                     | B-Front & Jack of Sound                       | Free Release       | 2013 |
| Big Fat Bass                                                                 | Zazafront & Sjaak of Sound ft. FeestMC Peerke | Free Release       | 2013 |
| Starlight                                                                    | Jack of Sound                                 | Q-Dance Records    | 2014 |
| Das Weite Land                                                               | Alpha2 & Jack of Sound                        | A2 Records         | 2014 |
| You're Next (2013 Edit)                                                      | Jack of Sound                                 | Free Release       | 2014 |
| Hollow                                                                       | Frequencerz & Jack of Sound                   | Free Release       | 2014 |
| Revolution (Jack of Sound Remix)                                             | Frequencerz                                   | Fusion Records     | 2014 |
| 911                                                                          | Jack of Sound                                 | Fusion Records     | 2015 |
| Another Ghost Story                                                          | Jack of Sound                                 | Fusion Records     | 2015 |
| Dystopia                                                                     | The Pitcher & Jack of Sound                   | Fusion Records     | 2015 |
| Taking Over (Wasted Festival Anthem)                                         | Jack of Sound ft. Mc Nolz                     | Fusion Records     | 2015 |
| Demon                                                                        | Titan & Jack of Sound                         | Fusion Records     | 2015 |
| Die Ganze Welt                                                               | Jack of Sound & Alpha2                        | A2 Records         | 2016 |
| Heavy Damage                                                                 | Jack of Sound & Delete                        | A2 Records         | 2016 |
| Hellraiser                                                                   | Jack of Sound                                 | Roughstate         | 2016 |
| G.O.D.                                                                       | Jack of Sound                                 | Roughstate         | 2016 |
| This Is What I Am                                                            | Jack of Sound                                 | Roughstate         | 2016 |
| Finish Him (Fatality Anthem 2016)                                            | Jack of Sound                                 | A2 Records         | 2016 |
| Fire & Smoke                                                                 | Jack of Sound                                 | Roughstate         | 2017 |
| Disruption                                                                   | Adaro & Jack of Sound                         | Roughstate         | 2017 |
| This Song Created Us                                                         | Jack of Sound                                 | Unleashed Records  | 2017 |
| Who You're Fucking With                                                      | Jack of Sound & N-Vitral                      | Unleashed Records  | 2017 |
| Can't Control Me                                                             | Jack of Sound                                 | Unleashed Records  | 2017 |
| Punchy                                                                       | Jack of Sound                                 | Unleashed Records  | 2017 |
| Forsaken                                                                     | Jack of Sound & Ressurectz                    | Unleashed Records  | 2018 |
| Life or Death                                                                | Jack of Sound                                 | Unleashed Records  | 2018 |
| A New World                                                                  | Jack of Sound                                 | Unleashed Records  | 2018 |